# Ганс Гоєр
Ганс Гоєр (нім. Hans Hoyer; 20 вересня 1890, Росток — 15 листопада 1917) — німецький льотчик-ас, лейтенант Саксонської армії.

## Біографія
Вступив в армію в жовтні 1911 року, служив у польовому артилерійському полку № 1. Перша світова війна застала його в саксонському польовому артилерійському полку № 12. У квітні 1916 року переведений в авіацію. Гоєр літав у складі 10-го льотного дивізіону з травня 1916 по травень 1917 року, потім льотчика направили в 270-й льотний дивізіон. Пройшовши курс підготовки в училищі винищувальної авіації, наприкінці липня 1917 року призначений у 36-ту винищувальну ескадрилью. Хоча йому й не вистачало досвіду, Гоєр однозначно мав командні якості, оскільки виконував обов'язки командира цієї ескадрильї з 4 по 21 серпня, попри те, що бойовий рахунок ще не був відкритий. З 29 жовтня до 7 листопада командир ескадрильї Вальтер фон Бюлов-Боткамп перебував у від'їзді і Ганс Гоєр виконував його обов'язки. Загинув 15 листопада 1917 року, о 12:15.
На бойовому рахунку аса було 11 збитих літаків супротивника.

## Нагороди
- Залізний хрест 2-го і 1-го класу
- Військовий орден Святого Генріха, лицарський хрест (30 листопада 1915)